# Dendrolycus elapoides
Genre
Espèce
Synonymes
- Lycophidium elapoides Günther, 1874

Dendrolycus elapoides, unique représentant du genre Dendrolycus, est une espèce de serpents de la famille des Lamprophiidae.

## Répartition
Cette espèce se rencontre en République démocratique du Congo, en République du Congo et au Cameroun.

## Liste des sous-espèces
Selon The Reptile Database (14 février 2014) :
- Dendrolycus elapoides angusticinctus (Laurent, 1952)
- Dendrolycus elapoides elapoides (Günther, 1874)

## Publications originales
- Günther, 1874 : Description of some new or imperfectly known species of Reptiles from the Cameroon Mountains. Proceedings of the Zoological Society of London, vol. 1874, p. 442-445 (texte intégral).
- Laurent, 1956 : Contribution à l'herpetologie de la région des Grandes Lacs de l'Afrique centrale. Annales du Musée Royal du Congo Belge, vol. 48, p. 1-390.